# ウラディスラフ・ソゾノフ
ウラディスラフ・ソゾノフ（Vladislav Sozonov、1993年10月9日 - ）は、ロシアン・ラグビー・チャンピオンシップ、VVAポドルスクに所属するラグビーユニオン選手。

## プロフィール
- ウクライナ・キエフ出身。
- ポジションはスタンドオフ(SO)、ウィング(WTB)。
- 身長 179cm、体重 82kg
- 妻のナデジダもラグビー選手(7人制女子ロシア代表)[1]。
- ロシア代表キャップは13（2021年9月現在）でラグビーワールドカップ2019のロシア代表に選ばれた[2]。
- 7人制ロシア代表に選ばれたことがある[3]。

## 略歴
2019年、ラグビーワールドカップ2019のロシア代表に選ばれた。